# Stakeholder
Als Stakeholder [ˈsteɪkhoʊldə] (deutsch „Teilhaber“, Interessensgruppe, Interessensvertreter oder Anspruchsberechtigter) wird eine Person oder Gruppe bezeichnet, die ein berechtigtes Interesse am Verlauf oder Ergebnis eines Prozesses oder Projektes hat. In der Betriebswirtschaftslehre wird Stakeholder als Anspruchsgruppe übersetzt. Der Begriff spielt eine wichtige Rolle innerhalb der Theorie der Anspruchsgruppen.

## Begriff
Der Ausdruck Stakeholder stammt aus dem Englischen und ist damit ein Anglizismus. „Stake“ kann mit Einsatz, Anteil oder Anspruch, Erwartung übersetzt werden, „holder“ mit Eigentümer oder Besitzer. Der Stakeholder ist daher jemand, dessen Einsatz auf dem Spiel steht und der daher ein Interesse an Wohl und Wehe dieses Einsatzes hat. Im übertragenen Sinne wird „Stakeholder“ heutzutage nicht nur für Personen verwendet, die tatsächlich einen Einsatz geleistet haben, sondern für alle, die ein Interesse am Verlauf oder Ergebnis eines Prozesses oder Projektes haben; beispielsweise auch Kunden oder Mitarbeiter.
Ideen ähnlich der modernen Stakeholder-Theorie können auf seit langem geführte philosophische Diskussionen über das Wesen der Zivilgesellschaft und die Beziehungen zwischen Individuen zurückgeführt werden. Der Begriff „Stakeholder“ in seiner heutigen Bedeutung wurde erstmals 1963 in einem internen Memorandum am Stanford Research Institute (SRI) verwendet. Im Anschluss wurde eine Fülle an Definitionen und Theorien entwickelt.
Ein alle Aspekte des Begriffs „Stakeholder“ umfassender Ausdruck deutschen Ursprungs existiert in der Literatur nicht. Verwendete Näherungen sind Anspruchsträger oder Interessenten und Betroffene. Bei Projekten spricht man von Interessengruppen, interessierten Parteien (vergl. ISO 9001), Anspruchsberechtigten oder Anspruchsgruppen.
Der Begriff „Stakeholder“ kann in einer engen oder einer eher weiten Definition gefasst werden. Die ursprüngliche enge Definition des Stanford Research Institute beschrieb Stakeholder als „those groups without whose support the organization would cease to exist“ („solche Gruppen, ohne deren Unterstützung die Organisation aufhören würde zu existieren“). Hier werden lediglich Shareholder, Mitarbeiter, Kunden, Lieferanten, Gläubiger und Gesellschaft als Anspruchsgruppen aufgezählt, die für das Überleben des Unternehmens essenziell sind. Darüber hinaus geht diese Definition noch von einer einseitigen Beeinflussung aus, die von den Stakeholdern auf das Unternehmen ausgeübt wird. Es hat sich jedoch die Erkenntnis durchgesetzt, dass eine wechselseitige Einflussnahme zwischen den Stakeholdern und dem Unternehmen besteht. Somit kann man die Stakeholder einer Organisation definieren als „jede Gruppe oder Einzelperson, die die Erreichung der Unternehmensziele beeinflussen kann oder von dieser beeinflusst wird“ („any group or individual who can affect or is affected by the achievement of the firm’s objectives“). Diese Definition erweitert den Kreis der Stakeholder um Konkurrenten, Medien, Gewerkschaften, Behörden, kritische Interessengruppen, Kommunen, Politik usw., also auf externe Gruppen, die ebenfalls Ansprüche an das Unternehmen haben.
Eine Interessengruppe ist eine lose Vereinigung mehrerer Personen, welche in der Regel gemeinsame Interessen haben und diese verfolgen. Im Unterschied zum Interessenverband, mit dem die Interessengruppe oftmals gleichgesetzt wird, sind Interessengruppen nicht organisiert und definieren sich lediglich über ihre zum Beispiel politischen, wirtschaftlichen, religiösen oder ethnischen Gemeinsamkeiten. Solche Gruppen können sich zu Verbänden zusammenschließen, um ihre Interessen durch Lobbyismus effizienter durchsetzen zu können.

## Stakeholder eines Unternehmens

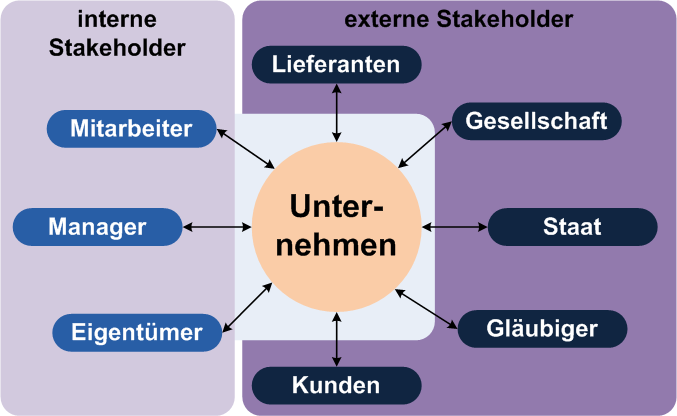
Interne und externe Stakeholder eines Unternehmens

Das Prinzip der Stakeholder ist gleichzeitig die Basis und die Erweiterung des in der Betriebswirtschaft verbreiteten Shareholder-Value-Ansatzes.
Im Unterschied zum Shareholder-Value-Prinzip, das Bedürfnisse und Erwartungen der Anteilseigner einer Organisation (z. B. die Aktionäre bei einer Aktiengesellschaft) in den Mittelpunkt des Interesses stellt, versucht das Prinzip der Stakeholder, die Organisation in ihrem gesamten sozialökonomischen Kontext (der Umwelt) zu erfassen und die Bedürfnisse der unterschiedlichen Anspruchsgruppen in Einklang zu bringen. In Erweiterung zum sogenannten Customer-Relationship-Management (CRM), welches sich lediglich mit den Beziehungen einer Organisation zu ihren Kunden auseinandersetzt, geht das Prinzip des Stakeholder-Relationship-Managements (SRM) deutlich weiter, da es versucht, die Beziehungen der Organisation zu allen, insbesondere seinen wichtigsten Anspruchsgruppen in Einklang zu bringen. Dies bezeichnet man als „Anreiz-Beitrags-Gleichgewicht“ zwischen dem endogenen Unsicherheitsumfeld (Lieferanten, Handel, Konsument etc.) und den exogenen Unsicherheiten (soziokulturell, politisch, rechtlich, technologisch, ökologisch) gegenüber der Organisation.
Als Stakeholder gelten dabei neben den Eigentümern (Anteilseigner, Mitglieder) die Mitarbeiter (bis hin zu den Managern, z. B. Anspruch auf Beschäftigung und Sicherheit), die Kunden oder Vorteilsnehmer (z. B. Anspruch auf Qualität und Zuverlässigkeit), die Lieferanten, die Kapitalmärkte (u. a. Kreditgeber) sowie der Staat (z. B. Anspruch auf Steuergelder, Umweltschutz), die Natur (Rohstofflieferant, Aufnahmemedium für Abfall) und die Öffentlichkeit (Parteien, Verbände, Kirchen, Medien etc.). Die marktlichen Anspruchsgruppen können nach dem Beschaffungsmarkt (Lieferanten, Mitarbeiter, Kapitalgeber) und dem Absatzmarkt (Kunden, Konkurrenz) sortiert werden.
Staat, Natur und Öffentlichkeit sind sogenannte nichtmarktliche Anspruchsgruppen. Kapital-, Arbeits-, Beschaffungs- und Absatzmärkte bezeichnet der Stakeholder-Ansatz als marktliche Gruppen und Beziehungen (Leistung und Gegenleistung). Die Anspruchsgruppen können auch unterschieden werden in Gruppen aus dem engeren Umfeld des Unternehmens (Mitarbeiter, Lieferanten, Kunden etc.), die direkt von den Handlungen der Organisation betroffen sind, und Gruppen aus dem weiteren Umfeld, also die Politik (z. B. Kommunen), Nichtstaatliche Organisationen (NGOs), einzelne Bürger etc., die indirekte Auswirkungen der Unternehmenstätigkeit wahrnehmen. Konkurrenten stehen in dieser Definition gewissermaßen zwischen dem engeren und weiteren Umfeld, da sie nicht direktes Ziel der Organisationstätigkeiten sind, aber deren Auswirkungen über den Marktmechanismus vermittelt verspüren.
Theorie und Praxis haben keine einheitliche Vorstellung, wer überhaupt als Stakeholder in Betracht zu ziehen ist. Ein mögliches Abgrenzungskriterium ist die ausschließliche Berücksichtigung von Anspruchsgruppen auf die Existenzfähigkeit der Organisation. Somit müssen mit Sicherheit Kapitalgeber, aber auch Kunden, Mitarbeiter und Lieferanten genannt werden. Allenfalls könnte auch der Staat genannt werden, welcher beispielsweise durch die Bereitstellung öffentlicher Güter (z. B. Sicherheit, Bildung) und der Infrastruktur die wirtschaftliche Tätigkeit überhaupt ermöglicht.
Je nach Ansicht ist auch die Wichtigkeit der verschiedenen Gruppen und somit die Ausrichtung der Organisation darauf umstritten. Gerade hierin liegt die Herausforderung für das Top-Management. Zu deren Bewältigung haben eine Vielzahl von Autoren entsprechende Konzepte geliefert. Von überragender Bedeutung war wohl Freemans Buch Strategic Management. A Stakeholder Approach, welches 1984 erschien. Weitere bedeutende Schriften wurden auch noch in jüngerer Vergangenheit verfasst. So z. B. liefern Mitchell, Agle und Wood (1997) einen geschlossenen Ansatz zur Identifikation und Priorisierung der Anspruchsgruppen. Demnach sind die Macht, die Legitimation und die zeitliche Dringlichkeit die relevanten Kriterien. Rowley (1997) versucht, Erkenntnisse aus der Theorie sozialer Netzwerke zu gewinnen.
Insgesamt scheint in der theoretischen Debatte mindestens ein Konsens zu bestehen, dass die Macht einer Anspruchsgruppe für das Stakeholder-Management ausschlaggebend ist. Hierzu wird oftmals mit der Ressourcenabhängigkeitstheorie argumentiert, welche auf Autoren wie z. B. Jeffrey Pfeffer zurückgeht.
Stakeholder können im Informationsmanagement auch in Primäre, Sekundäre und Key-Stakeholder unterschieden werden (Einteilung nach Einflussgrad und Wirkungsgrad):
Primäre Stakeholder
hoher Einflussgrad; geringer Wirkungsgrad
Sekundäre Stakeholder
niedriger Einflussgrad; geringer Wirkungsgrad
Key-Stakeholder
geringer bis hoher Einflussgrad; hoher Wirkungsgrad

## Stakeholder in der Systementwicklung
Die Entwicklung eines Systems (z. B. eines Computersystems) hat das Ziel, die Bedürfnisse mehrerer Personen, Gruppen, Institutionen oder Dokumente und Regelwerke (z. B. Gesetzestexte) zu befriedigen, wobei die Bedürfnisse und Ansprüche sehr unterschiedlich, auch gegenläufig und widersprüchlich, sein können. All diese Personen und Institutionen bezeichnet man als Stakeholder. Stakeholder dienen der Abstraktion, indem ein Stakeholder jeweils die Zusammenfassung aller Personen mit gleicher Interessenlage und gleicher Sicht auf das System repräsentiert.
Die Definition des Begriffes Stakeholder stimmt hier im Wesentlichen mit dem Begriff des Projektbeteiligten der DIN 69901-5 überein.
Stakeholder oder Projektbeteiligte sind alle Personen, Institutionen und Dokumente, die von der Entwicklung und vom Betrieb eines Systems in irgendeiner Weise betroffen sind. Dazu gehören auch Personen, die nicht in der Systementwicklung mitwirken, aber das neue System zum Beispiel nutzen, in Betrieb halten oder schulen.
Stakeholder sind die Informationslieferanten für Ziele, Anforderungen und Randbedingungen an ein zu entwickelndes System oder Produkt.

## Stakeholder im Projektmanagement
Laut Definition nach ISO 10006 sind Stakeholder eines Projektes alle Personen, die ein Interesse am Projekt haben oder von ihm in irgendeiner Weise betroffen sind.
Man unterscheidet aktive und passive Stakeholder. Aktive Stakeholder arbeiten direkt am Projekt mit (z. B. Teammitglieder) oder sind direkt vom Projekt betroffen (z. B. Kunden, Lieferanten, Unternehmensleitung). Üblicherweise werden aktive Stakeholder nach folgenden Gruppen in der Projektumfeldanalyse strukturiert:
- Projektleiter
- Projektmitarbeiter (Kernteam und erweitertes Projektteam)
- Kunden, Benutzer
- Auftraggeber
- Sponsoren, Macht- und Fachpromotoren

Passive Stakeholder sind von der Projektdurchführung oder den Projektauswirkungen nur indirekt betroffen (Interessenvertretungen, Anwohner bei einem Bauprojekt, Familienmitglieder der Projektmitarbeiter, Verbände etc.).
Die Unterscheidung in aktive und passive Stakeholder dient der Strukturierung der verschiedenen Stakeholder und unterstützt damit den Identifikationsprozess. Anschließend wird die Wichtigkeit für das Projekt über die Stakeholderanalyse bestimmt. Dabei werden die Faktoren Einfluss auf das Projekt (Macht) und Einstellung zum Projekt (Ziele) untersucht. Das Ergebnis der Stakeholderanalyse ist der Grundstein für den Kommunikationsplan.
Howard Schultz, der CEO von Starbucks, plädierte 2012 dafür, Kommunen, in denen ein Unternehmen tätig ist, stärker als Stakeholder zu berücksichtigen:

„Es reicht nicht mehr aus, nur die Interessen von Kunden, Mitarbeitern und Aktionären zu berücksichtigen. Als Unternehmer in dieser Welt ist es unsere Verantwortung – sogar unsere Pflicht – Nutzen für die Gemeinden zu stiften, in denen wir Geschäfte machen. Zum Beispiel indem wir dazu beitragen, die Qualität der Bildung, das Einkommen, die Gesundheitsversorgung, die Sicherheit und das gesamte tägliche Leben der Bürger zu verbessern. Dazu zählen auch die Zukunftsperspektiven der Menschen. […] Politiker […] sind nicht in der Lage, die Bedürfnisse ihrer Bürger zufriedenzustellen und die schwankende Wirtschaft zu stabilisieren. In dieser Lage müssen private Organisationen einspringen. […] Wir müssen dieselbe Kreativität und dieselben Ressourcen für unser Umfeld einsetzen, die wir für unsere Produkte aufwenden.“